# قلعه ولفنشتاین
قلعه ولفنشتاین (انگلیسی: Castle Wolfenstein) بازی‌ای در سبک اکشن ماجراجویی محصول سال ۱۹۸۱ است که توسط میوز سافتور برای کامپیوتر خانگی اپل ۲ توسعه داده شد. این یکی از قدیمی‌ترین بازی‌هایی است که طبق سازوکار مخفی‌کاری ساخته شده‌است.
این بازی در زمان جنگ جهانی دوم رخ می‌دهد. بازیکن نقش یک اسیر جنگی از متفقین را دارد که در قلعه خیالی ولفنشتاین در اسارت است. پس از گریختن از سلول خود، هدف بازیکن پیدا کردن برنامه‌های جنگی مخفی نازی‌هاست. سربازان دشمن نازی را می‌توان هویتشان را جعل کرد، مخفیانه از آن‌ها گریخت یا کشت.
این بازی از سوی منتقدان واکنش‌های مثبتی دریافت کرد و یکی از پرفروشترین بازی‌های اوایل دهه ۱۹۸۰ شد. اینگونه در نظر گرفته می‌شود که این بازی تأثیری مستقیم روی بازی‌های مخفی‌کاری و تیراندازی اول شخص امروزی داشته‌است. گرافیک و گیم‌پلی این بازی ستوده شد اما برای زمان‌های طولانی که باید برای باز کردن صندوق‌ها صرف کرد، مورد انتقاد قرار گرفت. قلعه ولفنشتاین توسط سیلاس وارنر در شرکت میوز سافتور توسعه داده شد.